# Tossal del Graell
El Tossal del Graell, és un cim de 1.017,7 metres d'altitud situat en el terme municipal de la Pobla de Segur, al Pallars Jussà. Està situat a prop de l'extrem est del terme. És un dels Rocs de Queralt, que fan de dosser septentrional a la vall de la Noguera Pallaresa just en deixar aquest riu l'estret de Collegats, dins del sector de Gramuntill, antic poble que queda al sud-oest del Tossal del Graell.
A l'oest-sud-oest del Tossal del Graell hi ha el Tossal Gros.